# SCPI
可编程仪器标准命令（英語：Standard Commands for Programmable Instruments）定义了一套用于控制可编程测试测量仪器的标准语法和命令。

## 概述
SCPI于1990与IEEE 488.2协议一起面世。这套标准定义了可用于控制一切仪器的语法，命令结构以及数据格式。比如，通用的命令，如配置仪器参数的命令CONFigure，测量命令MEASure等。这些命令可用于任一仪器，并且同一类的命令属于同一子系统里。SCPI同时也定义了若干仪器的种类。比如，任何可控制的电源都会实现DCPSUPPLY基本功能类型。仪器的类别规定了它们会去实现什么样的子系统，当然也包括针对仪器的特定功能。
需要注意的是，SCPI并未定义物理层的传输信道的实现方法。虽然上文指出它最开始是和IEEE 488.2（即GPIB）面世的，但SCPI控制命令也可用于串口（RS-232）、以太网、USB接口、VXIbus等若干硬件总线。
SCPI命令是ASCII字符串，通过物理传输层传入仪器。命令由一连串的关键字构成，有的还需要包括参数。在协议中，命令规定为如下形式：CONFigure。在使用中，即可以写全名，也可以仅写仅包含大写字母的缩写。通常仪器对于查询命令的反馈也为ASCII代码。在传输大量数据时，二进制数据也是可以使用的。

## 语法
SCPI命令大致分为两种功能，
改变仪器运行状态的set操作（打开/关闭电源输出），或者查询仪器状态的query操作（例如读取输出电压值）。查询命令一般以问号(?)结尾。有些命令即可以用来设置，也可以用来查询仪器。
相似的命令可以被归类成一种层状或树状结构。例如，任何读取仪器测量结果的命令均可以MEASure开头。特定的子命令以冒号同上级命令分隔开。例如，测量直流电压会是这样的形式：MEASure:VOLTage:DC?，或者测量交流电流会是这样的形式：MEASure:CURRent:AC?。

### 参数
有些命令需要额外的参数。参数一般跟在命令的后面，以空格隔开。例如，将某个仪器的触发模式设为normal的命令可写为：TRIGer:MODe NORMal。上述命令里NORMal即为参数。

### 串联命令
多个命令可用一条语句发送至仪器，只需在每条命令后使用分号;隔开即可。同时，除了第一条命令，随后的每条命令前必须加一个分号的前缀（除非其以星号开头）。例如，测量直流电压和交流电流可以写成一条语句：MEASure:VOLTage:DC?;:MEASure:CURRent:AC?。

## 缩略命令
可以只发送命令名中的大写字母部分。例如，命令SYSTem:COMMunicate:SERial:BAUD 2400将会设置RS-232通讯端口的比特率为2400。这个命令可以简写为SYST:COMM:SER:BAUD 2400。

## 历史
首次发布于1990年，SCPI的起源是IEEE-488的另外一个层。 IEEE-488.1指定了物理和电气总线，IEEE488.2指定了协议和数据格式，但是都没有指定仪器的指令。不同的制造商，甚至不同的型号、相同类型的仪器都需要使用不同的命令集。 SCPI创建了一个标准，可以在所有的制造商和所有型号中通用。它需要使用的IEEE488.2数据格式，但不必非得是-488.1总线
在2002-2003年，SCPI协会投票成为IVI基金会的一部分（可互换虚拟仪器）.